# Cádiz CF
Cádiz Club de Futbol, abreviat Cádiz CF sau simplu Cádiz este un club spaniol de fotbal aflată în Cádiz care evoluează în Segunda División. Echipa își dispută meciurile de acasă pe stadionul Ramón de Carranza. Fanii lui Cádiz sunt numiți "cadistas".

## Palmares
- Promovează în Secunda Divizie în sezonul 1935-1936.
- Retrogradează în Terța Divizie în sezonul 1942-1943.
- Promovează în  Secunda Divizie în sezonul 1954-1955.
- Promovează în  Prima Divizie în sezonul 1976-1977.
- Retrogradează în  Secunda Divizie în sezonul 1977-1978.
- Promovează în  Prima Divizie în sezonul 1980-1981.
- Retrogradează în  Secunda Divizie în sezonul 1992-1993.
- Retrogradează în  Secunda Divizie B în sezonul 1993-1994.
- Promovează în  Secunda Divizie în sezonul 2002-2003.
- Promovează în  Prima Divizie în sezonul 2004-2005.

- 11 sezoane în Prima Divizie
- 34 sezoane în Secunda Divizie
- 9 sezoane în Secunda Divizie B
- 12 sezoane în Terța Divizie

## Lotul actual
Numerele sunt redate conform sitului oficial www.cadizcf.com și www.lfp.es
La 14 iunie 2025.
| Nr. |         | Poziție | Jucător                                     |
| --- | ------- | ------- | ------------------------------------------- |
| 1   | Spania  | P       | David Gil (vice-căpitan)                    |
| 2   | Spania  | F       | Joseba Zaldúa                               |
| 3   | Spania  | F       | Fali (al 3-lea căpitan)                     |
| 4   | Spania  | M       | Rubén Alcaraz                               |
| 5   | Spania  | F       | Víctor Chust                                |
| 6   | Spania  | M       | Fede San Emeterio                           |
| 7   | Spania  | A       | Rubén Sobrino                               |
| 8   | Spania  | M       | Álex Fernández (căpitan)                    |
| 9   | Spania  | A       | Roger Martí                                 |
| 10  | Uruguay | A       | Brian Ocampo                                |
| 12  | Spania  | F       | Luis Hernández                              |
| 13  | Spania  | P       | José Antonio Caro                           |
| 14  | Serbia  | F       | Bojan Kovačević (împrumutat de la Partizan) |
| 15  | Zambia  | A       | Francisco Mwepu                             |

| Nr. |           | Poziție | Jucător                                           |
| --- | --------- | ------- | ------------------------------------------------- |
| 16  | Spania    | A       | Chris Ramos                                       |
| 17  | Argentina | M       | Gonzalo Escalante                                 |
| 18  | Spania    | F       | José Matos                                        |
| 19  | Spania    | M       | José Antonio de la Rosa                           |
| 20  | Spania    | F       | Iza Carcelén                                      |
| 21  | Spania    | F       | Iker Recio                                        |
| 22  | Spania    | A       | Javi Ontiveros                                    |
| 23  | Spania    | A       | Carlos Fernández (împrumutat de la Real Sociedad) |
| 25  | Spania    | M       | Óscar Melendo                                     |
| 37  | Spania    | F       | Mario Climent                                     |
|     | Spania    | M       | Sergio Ortuño                                     |
|     | Malaysia  | A       | Joaquín González                                  |
|     | Spania    | A       | Suso                                              |

## Statistici 2004/2005
| Second Division | Poziție | Puncte | Jucate | Victorii | Egaluri | Înfrângeri | Adevăr |
| Cádiz FC        | 1       | 76     | 42     | 21       | 13      | 8          | 30     |

- Golgheteri:
  - Jonathan Sesma - 16 goluri
  - Oli  - 10 goluri
  - Pavoni - 8 goluri
- Top portari:
  - Armando -  26 goluri în 40 meciuri
  - Navas  - 4 goluri în 2 meciuri

## Informații despre stadion
- Nume: Stadionul Ramón de Carranza
- Oraș: Cádiz
- Capacitate: 20,000
- Inaugurare: 1910
- Mărimea terenului: 103 x 68 metri

## Jucători celebri
- Jorge Gonzalez

## Antrenori celebri
- Victor Esparrago
- Jose Gonzalez

## Detalii pentru contact

### Adresă
- Membri asociați: 10,750
- Cluburi de fani: 27

Pza. de Madrid, s/n., Cádiz, Cádiz, Andaluzia, Spania.

### Numere de telefon
- Telefon: 00 34 956 07 01 65
- Fax: 00 34 956 07 01 70